# Skliros
Skliros ( Grieks: Σκληρός ) is een dorp in de deelgemeente (dimotiki enotita) Eira, fusiegemeente (dimos) Oichalia, regionale eenheid (periferiaki enotita) Messinië, bestuurlijke regio (periferia) Peloponnesos. In de buurt van Skliros ligt de Tempel van Apollon Epikourios in de antieke plaats Bassae.  Skliros ligt 5 kilometer ten zuiden van Andritsaina en 4 kilometer ten noordwesten van Kakaletri en 20 kilometer ten westen van Megalopolis.